# Chiesa di Santa Maria della Valle di Josaphat
La Chiesa di Santa Maria della Valle di Josaphat, detta anche Chiesa della Gancia, è un luogo di culto cattolico sito in Paternò, in provincia di Catania. É sussidiaria alla Chiesa di Santa Maria dell'Alto.

## Storia
La costruzione della chiesa fu avviata nel 1092, su commissione della contessa aleramica Adelasia del Vasto, terza moglie del normanno Gran conte Ruggero. I Normanni, giunti in Sicilia su sollecito del papa Niccolò II nel 1059, per cacciare gli Arabi che occupavano l'isola da due secoli, avevano come principale obiettivo della propria strategia politica la diffusione del rito latino. Essi favorirono perciò la nascita di monasteri secondo la regola benedettina ed emarginarono i centri monastici basiliani, che l'ortodossia greca rendeva sospetti di atteggiamenti favorevoli al regime bizantino, e pertanto la chiesa edificata a Paternò, come molte altre sorte nell'isola in epoca normanna, fu donata all'Ordine di Santa Maria di Valle Josaphat, da cui trae origine il nome.
Oltre che come luogo di culto, la chiesa ebbe anche la funzione di fortezza militare, poiché la sua fondazione avveniva successivamente alla rivolta del 1085 di Catania capeggiata dall'arabo Benavert. Il Vescovo di Catania, il bretone Ansgerio, agli inizi del XII secolo, elevò la chiesa a priorato dell'Ordine, e successive donazioni di beni e terreni compiute tra il 1113 e il 1222 da Adelasia e dal fratello Enrico, divenuto Conte di Paternò, accrebbero la sua importanza e il suo patrimonio. Il 30 settembre 1114, Ansgerio concedette alla chiesa l'esenzione dalla giurisdizione vescovile e numerose prerogative ecclesiastiche, e la elevava a parrocchia e a cimitero; il successore di Ansgerio alla diocesi catanese, Maurizio, con privilegio del 14 luglio 1124, confermava le donazioni del Conte Enrico; il papa Innocenzo II con bolla del 18 maggio 1140, confermava all'abate di Valle Josaphat i privilegi concessi dai vescovi Ansgerio e Maurizio. Successive conferme di privilegi e donazioni sono contenute in vari diplomi dei Re di Sicilia, Guglielmo I (1154, 1166), di Guglielmo II (14 luglio 1172, gennaio 1188), di Enrico  (1194), di Costanza (13 gennaio 1196) e di Federico II (giugno 1221), che documentano non solo la ricchezza dell'Abbazia, ma anche la floridezza della sua attività commerciale, che la vide persino esportatrice nei mercati d'Oriente dal porto di Messina di merci con diritto franco fino alla concorrenza di centoventi tarì d'oro annuali di imposte (diploma di Guglielmo II del 2 aprile 1185: «res quoque sua de Paternione libere deferebant et vendebant»). La chiesa fu ufficialmente consacrata nel 1123, e i monaci benedettini dell'Ordine di Josaphat vi edificarono l'annesso monastero.
Dal 1197, l'abbazia benedettina paternese divenne suffraganea del Monastero di Santa Maddalena di Messina. Prosperò per quasi quattro secoli, finché non andò in declino, e nel 1445, a seguito di bolla emanata dal papa Eugenio IV,venne aggregata al Monastero di San Nicolò l'Arena di Catania, confermata da una successiva bolla del 2 luglio 1457 di papa Callisto III. Da quel momento la grangia di Santa Maria della Valle di Josaphat, cessò di esistere come autonomo centro di vita monastica e le sue vicende seguivano quelle del monastero di San Nicolò l'Arena, dove pure venne trasferito l'antico fondo archivistico; nei locali del convento annesso alla chiesa, restaurati e ampliati con l'aggiunta di un nuovo corpo di fabbrica, venne trasferito dopo il 1866 l'antico ospedale Santissimo Salvatore.
Dal 1951, la chiesa è dedicata al culto mariano dell'Assunzione di Maria. Nel periodo compreso tra la fine del XX secolo e l'inizio del XXI, l'immobile è stato sottoposto a interventi di restauro.

## Descrizione
La Chiesa di Santa Maria della Valle di Josaphat sorge nella parte settentrionale e orientale del colle di Paternò, e si trova poco distante dal castello normanno. É sussidiaria alla Chiesa di Santa Maria dell'Alto (anch'essa sul colle), ed è nota anche come Chiesa della Gancia, in quanto il termine "gancia" rappresenta la forma corrotta di grangia, poiché il complesso ospitava al suo interno le derrate provenienti dai cospicui possedimenti del monastero per essere poi ridistribuite agli altri conventi dell'Ordine o inviati in Terra santa, dove l'ordine militare della Valle di Josaphat si trovava impegnato nelle Crociate. Il quartiere in cui la chiesa è situata è perciò denominato Gancia.
L'edificio risulta molto semplice nelle forme, ma la sua possente mole testimonia l'originaria coesistenza delle funzioni militari con quelle religiose, come nella gran parte delle architetture civili fondate dai Normanni dopo la conquista dell'Isola.  Lo stile architettonico è quello gotico chiaramontano, dovuto a interventi effettuati nel XIV secolo. L'impianto planimetrico è rettangolare, a vi si innesta, con una leggera rotazione degli assi simmetrici, il corpo di fabbrica dell'antico monastero; il prospetto presenta il portale con arco a sesto acuto, sormontato da una finestra rettangolare, un campanile annesso nella parte sinistra, e, a testimonianza del carattere militare che la chiesa ha avuto, la merlatura che lo sovrasta. Nella facciata laterale, è presente un portale secondario murato.
L'interno, ad un'unica navata e perfettamente rettangolare, presenta un soffitto ligneo, le cui capriate, sostituite nel tempo, rispettano comunque la sua conformazione originaria. Il presbiterio - evidenziato all'esterno dal torrione merlato che conclude la costruzione - è coperto da una volta a crociera, ed è a forma rettangolare. All'ingresso del tempio, la cantoria è sostenuta da un architrave ligneo retto da due mensoloni, che accoglieva i fedeli fino alla fine degli anni ottanta; sulla destra, si trovavano un'acquasantiera in alabastro scolpito, con medaglione di vescovo benedicente, d'impronta quattrocentesca, a sinistra, la porta della canonica in legno con trafori a due battenti, riferibile al periodo aragonese: l'una e l'altra vennero trafugate dai ladri.
Scarso il patrimonio artistico conservato all'interno del monumento: restano le seicentesche tele d'altare raffiguranti l'Apoteosi di San Benedetto - quest’ultima decurtata -, il Martirio di Santa Barbara, l'Assunta e San Giovanni Battista. Custoditi inoltre un crocifisso ligneo del tardo Cinquecento e il bassorilievo del 1400 raffigurante l'insegna dell'Abate di San Nicolò l'Arena.